# Complesso sinaptinemale
Il complesso sinaptinemale o sinaptonemico (CS) è la struttura che lega i cromosomi omologhi nella fase pachitene della meiosi I. L'appaiamento avviene in realtà in due fasi: in un primo momento i cromosomi si allineano in maniera approssimativa, restando distanti di 300 nm l'uno dall'altro; successivamente si legano più ermeticamente punto per punto, rimanendo distanti solo 100 nm circa.

## Struttura e funzione
Il complesso sinaptinemale può essere schematizzato come una sorta di scala: è costituito da tre barre parallele da cui si slanciano diverse fibre trasversali le quali legano le barre laterali con quella centrale.
La cromatina di ogni omologo è legata molto strettamente a ciascuna delle barre laterali del CS che tiene legati insieme i due cromosomi.
Alcune osservazioni al microscopio hanno dimostrato che gli elementi laterali della scala derivano direttamente dagli assi proteici dei cromosomi del leptotene. Questa scoperta ha però portato a un dubbio circa la formazione della sinapsi: non è ancora stato provato se essa si formi e si concluda in fase zigotene, oppure inizi in fase leptotene ma risulti visibile al microscopio soltanto a processo ormai avviato, e dunque in zigotene.
Di conseguenza anche il ruolo del complesso sinaptinemale non è ben definito: se si prende in considerazione l'ipotesi che vuole che la sinapsi si formi in fase zigotene, allora il ruolo del CS è quello di mantenere saldi i due cromosomi mentre avviene il fenomeno del crossing-over durante il pachitene. Se invece si volesse prendere in considerazione l'ipotesi che l'appaiamento sinaptinemale cominci nella fase di leptotene, allora il ruolo del complesso sinaptinemale sarebbe più verosimilmente quello di costituire un'impalcatura che permetta alle molecole di DNA interagenti di continuare nelle attività di scambio.